# Max Rothmann
Max Rothmann (ur. 26 kwietnia 1868 w Berlinie, zm. 12 sierpnia 1915 w Berlinie) – niemiecki lekarz żydowskiego pochodzenia, fizjolog, neurolog i neuroanatom, praktykujący w Berlinie. Jeden z założycieli Towarzystwa Niemieckich Neurologów (Gesellschaft Deutscher Nervenärzte), autor około 200 prac naukowych. Inicjator założenia Antropologicznej Stacji Badawczej Pruskiej Akademii Nauk na Teneryfie, gdzie przeprowadzono pierwsze eksperymenty nad zdolnością uczenia się szympansów. Jako jeden z pierwszych opisał rzadkie schorzenie, znane dziś pod nazwą zespołu Rothmanna-Makaia.

## Życiorys
Urodził się w 1868 roku w Berlinie w rodzinie niemieckich Żydów, jako syn lekarza, tajnego radcy Oscara Rothmanna (1835–1915) i Elizabeth z domu Simion (1840–1907). Miał dwie siostry, Else (1866-?) zamężną z lekarzem neurologiem Martinem Blochem (1867–1908), i Marthę, która wyszła za radcę budowlanego Carla Michaelisa. Trzecia siostra Gertrud zmarła w wieku dwóch miesięcy.
Oscar Rothmann był kilkukrotnie odznaczany za zasługi wojenne: Orderem Korony 4. klasy w 1864 roku, Orderem Czerwonego Orła 4. klasy z mieczami w 1866 roku i Krzyżem Żelaznym II klasy w 1870/71 roku. Był autorem wspomnień, których manuskrypt przechowywany jest w Muzeum Żydowskim w Berlinie.
Max Rothmann studiował medycynę na Uniwersytecie Fryderyka Wilhelma w Berlinie i Uniwersytecie we Fryburgu Bryzgowijskim. Podczas studiów odbył służbę wojskową w 2 pułku gwardyjskim (2 Garde-Regiment) w Berlinie, od 1 października 1886 do 1 marca 1887. Egzamin kończący studia i rigorosum zdał w lutym 1889 roku. W 1891 roku przez krótki czas pracował u Carla Weigerta we Frankfurcie nad Menem, następnie od 1891 do 1893 był asystentem Alberta Fränkla w oddziale chorób wewnętrznych berlińskiego Krankenhaus am Urban. Od 1894 pracował jako asystent w Laboratorium Fizjologicznym Szkoły Weterynarii w Berlinie u Hermanna Munka. W 1899 roku habilitował się z neurologii i 9 maja 1899 został Privatdozentem medycyny wewnętrznej i neurologii. W następnych latach pracował w Laboratorium Fizjologicznym Kliniki Psychiatrii i Neurologii Charité u Theodora Ziehena, a potem u Karla Bonnhoefera. W 1910 roku został profesorem nadzwyczajnym neurologii.
Był porucznikiem lekarzem (Oberarzt) w rezerwie pruskiej armii i został dwukrotnie odznaczony. Podczas I wojny światowej wspólnie z Oppenheimem i Borchardtem organizował lazaret dla żołnierzy z urazami układu nerwowego.
Działał w społeczności żydowskiej judaizmu reformowanego, jako przedstawiciel berlińskiej synagogi był świadkiem historycznego wystąpienia cesarza Wilhelma II 4 sierpnia 1914 roku w Reichstagu. W 1914 roku znalazł się wśród sygnatariuszy propagandowej listy poparcia dla uczestnictwa Niemiec w I wojnie światowej.
Był jednym z założycieli Towarzystwa Niemieckich Neurologów (Gesellschaft Deutscher Nervenärzte); należał do Berlińskiego Towarzystwa Neurologii i Psychiatrii (Berliner Gesellschaft für Psychiatrie und Neurologie). 11 stycznia 1915 roku na spotkaniu BGfPN został wybrany na bibliotekarza organizacji.
Po powołaniu Kurta Mendla do wojska, w grudniu 1914 objął redakcję Neurologisches Centralblatt.
Większość badań prowadził poza uniwersytetem, dzięki pomocy Munka, Ziehena czy Bonnhoefera, którzy użyczali mu laboratorium na potrzeby doświadczeń ze zwierzętami.
Rothmann był inicjatorem założenia Antropologicznej Stacji Badawczej Pruskiej Akademii Nauk na Teneryfie (Anthropoidenstation auf Teneriffa) w 1912 roku. Pierwszy wniosek Rothmanna o utworzenie stacji w 1910 roku został odrzucony, dwa lata później udało mu się uzyskać poparcie dla inicjatywy, i finansowanie nie tylko z Pruskiej Akademii Nauk, ale też źródeł prywatnych: Fundacji Plauta, Selenki i dopiero co powstałej Fundacji Alberta Samsona, którą kierował anatom Wilhelm Waldeyer. Stacja miała dostarczać zwierząt do badań i stanowić miejsce eksperymentów nad zachowaniem małp w warunkach zbliżonych do naturalnych. Pierwotnie stacja miała mieścić się na kontynencie afrykańskim, ale z powodu trudności zdecydowano się na Wyspy Kanaryjskie, stosunkowo nieodległe od będącego wówczas niemiecką kolonią Kamerunu, skąd pozyskiwano szympansy.
W 1912 roku wysłani przez Akademię na Teneryfę Rothmann i Margarete Selenka uznali tamtejszy klimat za odpowiedni i poczynili ostatnie przygotowania do uruchomienia stacji. Rothmann rozważał początkowo kandydatury Wolfganga Köhlera, Maxa Wertheimera i Davida Katza na stanowisko dyrektora placówki. Wcześniej jeszcze skłonny był je zaoferować Oskarowi Pfungstowi, w listopadzie 1912 roku Pfungst odrzucił jednak ofertę. Ponieważ pierwsze małpy zostały już dostarczone na Teneryfę decyzję należało podjąć szybko; Rothmann zgodził się wówczas z Waldeyerem, który zaproponował kandydaturę Eugena Teubera.
Teuber był jeszcze studentem, gdy Rothmann zaproponował mu udział w przedsięwzięciu. Przypuszczalnie Rotmann znał Teubera już wcześniej; wiadomo, że rodziny Rothmannów i Teuberów przyjaźniły się. 17 grudnia 1912 roku, mimo obiekcji Pfungsta, Teuber podpisał roczny kontrakt z Pruską Akademią Nauk. 8 stycznia 1913 roku Teuber i jego żona oraz asystentka Rose byli na Teneryfie, w sierpniu 1913 roku Rothmann wizytował zorganizowaną stację. W tym samym roku prowadził korespondencję z Robertem Yerkesem, odnośnie do ewentualnej współpracy i założenia stacji antropologicznej w Stanach Zjednoczonych. Yerkes otrzymał zaproszenie na Teneryfę i zamierzał spędzić tam kilka miesięcy w 1915 roku, ale wybuch wojny przekreślił te plany. Drugim dyrektorem placówki był Wolfgang Köhler.

## Życie prywatne
Mieszkał pod adresem Motzstraße 89 w Berlinie. Żonaty z Anną Neumann (1876–1936), mieli piątkę dzieci. Najstarsza córka Hedwig (1894–1898) zmarła w wieku trzech lat. Syn Otto (1896–1914) zgłosił się do armii na ochotnika i zginął w październiku 1914 na froncie, drugi syn, Hans (1899–1970) trafił na front w 1914 roku. W sprawie jego przyjęcia do szkoły kadetów Rothmann pisał m.in. do ministerstwa na ręce von Moltkego i innych wojskowych, jednak prośby te zostały odrzucone, przypuszczalnie ze względu na żydowskie pochodzenie rodziny Rothmannów. Korespondencja Maxa Rothmanna z ministerstwem znajdująca się w nowojorskim Instytucie Leo Baecka jest często cytowana w literaturze dotyczącej antysemityzmu dotykającego żydowskich żołnierzy w pruskiej armii.
Hans Rothmann podjął później studia medyczne w Berlinie. W latach 20. w klinice Charité zajmował się niektórymi zagadnieniami neuroanatomicznymi badanymi wcześniej przez ojca; w latach 30. emigrował do Stanów Zjednoczonych.
Córka Eva (1897–1960) studiowała psychologię w Instytucie Psychologicznym Uniwersytetu Johanna Wolfganga Goethego we Frankfurcie nad Menem, w 1933 roku emigrowała do Szwecji, a w 1935 roku do Stanów Zjednoczonych razem z przyszłym mężem, neurologiem i psychiatrą Kurtem Goldsteinem (1878-1965), w ucieczce przed antysemickimi prześladowaniami. Przez lata cierpiała na depresję, w 1960 roku popełniła samobójstwo.
Druga córka Grete (1900-?) po mężu nosiła nazwisko Arons, emigrowała do Stanów razem z bratem Hansem i mężem.

## Śmierć
Po śmierci syna początkowo pracował naukowo jeszcze intensywniej niż wcześniej, ale wkrótce potem jego stan psychiczny pogorszył się. Według Marianne Teuber depresja występowała też u innych członków rodziny Rothmannów. Rothmann popełnił samobójstwo w nocy 12 sierpnia 1915 roku w Berlinie. Wspomnienia pośmiertne napisali Kurt Mendel, Louis Jacobsohn-Lask, Toby Cohn, Hermann Oppenheim i Smith Ely Jelliffe. Na posiedzeniu Berliner Gresellschaft für Psychiatrie und Nervenkrankheiten 8 listopada 1915 roku o śmierci Rothmanna powiadomił zebranych w swoim wystąpieniu Hugo Liepmann.

Od czasu naszego rozstania w lipcu, spotkała nas nowa, niezwykle bolesna strata: gdy z zadumą żegnaliśmy [Martina] Bernhardta, mieliśmy tę pociechę, że osiągnął on cel swojego życia. Tej pociechy nie mamy wobec losu Rothmanna. Właśnie ze śmiercią człowieka, który poświęcił swoją osobę idei tworzenia, tryskającego życiem w tak wielkiej mierze, szczególnie ciężko i dotkliwie jest się pogodzić [...] Na jego charakter składały się dobroczynna otwartość, bezinteresowna uczciwość, wielka impulsywność oraz silne i głębokie pragnienie wiedzy, które umożliwiło mu, mimo niesprzyjających okoliczności, tak bogatą i piękną pracę naukową [...]

Opublikowane nekrologi nie podawały rzeczywistej przyczyny śmierci. O samobójstwie Rothmanna po latach w swojej autobiografii napisał asystent Oppenheima, Arthur Stern.
Max Rothmann pochowany został na cmentarzu żydowskim przy Schönhauser Allee w dzielnicy Prenzlauer Berg.

## Dorobek naukowy

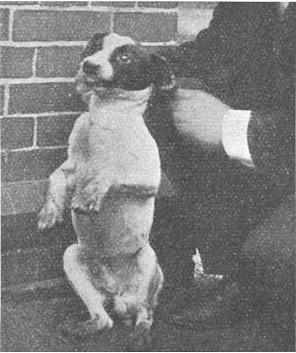
Pies Rothmanna po obustronnej hemisferektomii

Pierwsze prace Rothmanna dotyczyły medycyny wewnętrznej. W swojej dysertacji doktorskiej z 1893 roku przedstawił przypadek leukoplakii śluzówki policzków i języka ze współistniejącym nowotworem kości czaszki. W tym samym roku opisał przypadek autopsyjny pacjenta z zespołem jelita drażliwego (znanego wówczas jako enteritis membranacea), wykazując metodą Weigerta duże ilości śluzu w nabłonku jelita grubego. W 1894 roku niezależnie od węgierskiego chirurga Endre Makaia opisał zespół znany dziś jako zespół Rothmanna-Makaia. U 52-letniego pacjenta z przewlekłą chorobą reumatyczną opisał zmiany skórne o charakterze grudek, na nogach, plecach, brzuchu i piersi, po czym zbadał je histologicznie.
Z czasem głównym obszarem zainteresowań Rothmanna stała się neurologia doświadczalna. Jacobsohn-Lask wyróżnił trzy okresy jego działalności naukowej: pierwszy, w którym poświęcał się głównie badaniom rdzenia kręgowego, drugi, w którym badał przede wszystkim mózgowie, i trzeci, w którym jego zainteresowania koncentrowały się na móżdżku. Łącznie, bibliografia prac Rothmanna liczy około 200 pozycji.
W jednej z pierwszych swoich prac doświadczalnych powtórzył eksperyment Stenona, polegający na zaklemowaniu aorty brzusznej. Wykazał w nim, że pęczek Flechsiga bierze swój początek już w odcinku krzyżowym rdzenia. W kolejnych doświadczeniach dowiódł, że oprócz drogi piramidowej istnieją co najmniej dwie dodatkowe drogi ruchowe; po przecięciu piramid u psów i u małp (doświadczenie Starlingera) nie dochodziło do porażenia, dowodząc pośrednio roli szlaków pozapiramidowych, zwłaszcza drogi czerwienno-rdzeniowej (pęczka Monakowa). Niezależnie od siebie, Sharpey-Schafer i Rothmann wykazali, że nawet droga czerwienno-rdzeniowa może zostać zniszczona u małp, co według Schafera dowodziło ważnej roli starszej ewolucyjnie drogi brzuszno-bocznej, której zniszczenie skutkowało całkowitym i trwałym porażeniem. Rothmann przedstawił też opis doświadczenia, w którym po serii precyzyjnych uszkodzeń szlaków łączących wyższe ośrodki z rdzeniem kręgowym, izolowane ruchy po pewnym czasie ulegały przywróceniu, nawet szybciej niż w doświadczeniach, w których uszkadzano drogę brzuszno-boczną, pozostawiając nienaruszony pęczek Monakowa.
W pracy z 1903 roku dowodził, że pęczek Gowersa pochodzi z neuronów leżących u podstawy rogów tylnych rdzenia, głównie po tej samej stronie.
Probst i Rothmann opisali szlaki rdzeniowo-wzgórzowe w sznurach przednich, odpowiednio, w 1900 i 1903 roku.
W 1902 roku, na 25 lat przed Allenem, Rothmann prawidłowo zlokalizował zstępujące drogi z ośrodka oddechowego w sznurach przednich rdzenia i brzusznej części sznurów tylnych.
Rothmann wykazał różnice w budowie motorycznej części układu nerwowego między ludźmi a innymi ssakami, i upatrywał je w spionizowanej postawie człowieka. W 1909 roku, Victor Horsley wskazał na zasługi Rothmanna dla zrozumienia starszych filogenetycznie dróg nerwowych, kory motorycznej i układu piramidowego, a pracę Über die physiologische Wertung der corticospinalen (Pyramiden–)Bahn: Zugleich ein Beitrag zur Frage der elektrischen Reizbarkeit und Funktion der Extremitätenregion der Großhirnrinde nazwał „bardzo cennym i pełnym podsumowaniem dotychczasowych badań nad pobudzeniem i ablacją dróg piramidowych”.
Słynne było jego doświadczenie z 1909 roku, w którym powtarzając eksperyment Goltza dokonał obustronnej hemisferektomii u psa i utrzymywał u zwierzęcia czynności życiowe przez następne trzy lata. Wstępne wyniki doświadczeń Rothmann prezentował na kilku wykładach i w krótkich doniesieniach. Śmierć przeszkodziła mu w opublikowaniu całości rezultatów, w 1923 roku zrobił to jego syn Hans Rothmann.
Przyczynił się do poszerzenia wiedzy na temat porażenia połowiczego i afazji: jego pracę w której wiązał różny stopień lateralizacji ręczności z różnymi stopniami półkulowej reprezentacji zdolności językowych, cytował Long, który wprowadził do medycyny pojęcie afazji skrzyżowanej. Napisał pracę poświęconą anatomii porównawczej krążenia mózgowego u małp i ludzi.
Wspólnie z Katzensteinem wskazał płacik środkowy móżdżku jako główny ośrodek zawiadujący krtanią. Móżdżkowi poświęcony był jego wykład na XVII Międzynarodowym Kongresie Medycznym w londyńskiej Albert Hall w 1913 roku. Jak pisał świadek tego wydarzenia „wykład Rothmanna był bogato ilustrowany oryginalnymi schematami, jego uwagi akcentowane były co chwilę pomrukami uznania zgromadzonych, i na zakończenie zgodną salwą oklasków”.
Rothmann w 1907 roku poparł pretensje Kalischera do pierwszeństwa w odkryciu metody dyskryminacji bodźców zmysłowych w doświadczeniach na zwierzętach. Rothmann ulepszył technikę eksperymentów Kalischera, w których uczono psy reakcji na dźwięk o odpowiedniej wysokości, a po wykształceniu odruchu warunkowego niszczono im obustronnie ucho wewnętrzne, znosząc odruch. Rothmann wywnioskował, że ośrodek słuchowy u psa leży zgodnie z przypuszczeniem Munka w obszarze skroniowym kory, a szlak przewodzenia bodźca wiedzie przez tylną część blaszki czworaczej i ciała kolankowate przyśrodkowe.
W czasie I wojny światowej poświęcił się badaniom urazów ośrodkowego układu nerwowego dokonanych przez broń palną.
Wspólnie z Hansem Steinertem i Maxem Lewandowskym pracował nad 1. wydaniem redagowanego przez Hansa Curschmanna i Franza Kramera podręcznika neurologii, do którego napisał rozdział o chorobach rdzenia kręgowego. W 1912 roku napisał również rozdział o chorobach mózgu, móżdżku, opon i rdzenia do podręcznika interny Mohra i Staehelina.
W 1913 roku Rothmann i Teuber jako pierwsi zasugerowali, że możliwe jest nauczenie szympansów języka migowego. Pomysł przywoływali William Furness III w 1916, Robert Yerkes w 1925 i Winthrop Kellogg w 1968, ale dopiero Beatrice i Allan Gardnerowie dokonali tego w 1969 roku.

## Lista prac
1889
- Über die Leukoplakia Lingualis et buccalis in ihrem Zusammenhang mit Carcinom. Inaug Disert. Berlin: Buchdr von Gustav Schade (Otto Francke), 1889. Brak numerów stron w książce

1893
- Ueber multiple Hirnnervenlähmung in Folge von Geschwulstbildung an der Schädelbasis, nebst Bemerkungen zur Frage der Polydipsie und Polyurie. „Zeitschrift für klinische Medizin”. 23, s. 326–357, 1893.
- Ueber Enteritis membranacea. „Deutsche medizinische Wochenschrift”, s. 999, 1201, 1893.
- Beitrag zur Pathologie der Enteritis membranacea. „Zeitschrift für klinische Medizin”. 23, s. 357–362, 1893.
- Morbus Basedowii. „Deutsche medizinische Wochenschrift”. 19 (34), s. 821, 1893. DOI: 10.1055/s-0028-1143884.

1894
- Ueber die transitorische Erblindung bei Urämie. „Berliner klinische Wochenschrift”. 31 (30), s. 691–695, 1894.
- Ueber Entzündung und Atrophie des subcutanen Fettgewebes. „Archiv für pathologische Anatomie und Physiologie und für klinische Medicin”. 136, s. 159–169, 1894. DOI: 10.1007/BF01888341.
- Der diagnostische Werth der hemiopischen Pupillarreaction. „Deutsche medizinische Wochenschrift”. 20 (15), s. 336–338, 1894. DOI: 10.1055/s-0029-1205711.

1895
- Die primären combinierten Strangerkrankungen des Rückenmarks (combinirte Systemerkrankungen). „Deutsche Zeitschrift für Nervenheilkunde”. 7 (3–4), s. 171–262, 1895. DOI: 10.1007/BF01652032.

1896
- Ueber die secundäre Degeneration der Pyramidenbahn nach einseitiger Exstirpation der Extremitätencentren der Hirnrinde. „Archiv für Physiologie”, s. 356–358, 1896.
- Ueber die Degeneration der Pyramidenbahnen nach einseitiger Extirpation der Extremitätencentren. „Neurologisches Centralblatt”. 15 (11, 12), s. 494–503, 532–547, 1896.
- Ein Fall von Dickdarmdivertikel. „Berliner klinische Wochenschrift”. 32 (6), s. 129–130, 1896.
- Ueber das Rumpfmuskelcentrum in der Fühlspäre der Grosshirnrinde. „Neurologisches Centralblatt”. 15 (24), s. 1105–1116, 1896.

1899
- Rothmann M, Nathanson AF. Ueber einen Fall von kataleptiformer Lethargie mit Simulation von Chylurie. „Archiv für Psychiatrie und Nervenkrankheiten”. 32 (1), s. 283–319, 1899. DOI: 10.1007/BF02126951.
- Ueber die secundären Degenerationen nach Ausschaltung des Sacral- und Lendenmarkgrau durch Rückenmarksembolie beim Hunde. „Archiv für Anatomie und Physiologie, physiol Abteilung”, s. 120–157, 1899.
- Ueber Wiederherstellung der Armfunction bei Lähmung des Musculus deltoideus nach acutem Gelenkrheumatismus. „Deutsche medizinische Wochenschrift”. 23, s. 373–375, 1899. DOI: 10.1055/s-0029-1200323.
- Ueber Rückenmarksveränderungen nach Abklemmung der Aorta abdominalis beim Hunde. „Neurologisches Centralblatt”. 18, s. 2–9, 61–69, 1899.
- Ueber Rückenmarksveränderungen nach Abklemmung der Aorta abdominalis beim Hunde. Berliner klinische Wochenschrift 36, s. 575, 1899
- Die sacrolumbale Kleinhirnseitenstrangbahn. „Neurologisches Centralblatt”. 18, s. 710, 1899.
- Die sacrolumbale Kleinhirnseitenstrangbahn. „Centralblatt für Nervenheilkunde und Psychiatrie”. 10 (neue Folge), s. 467, 1899.

1900
- Ueber die Pyramidenkreuzung. „Archiv für Psychiatrie und Nervenkrankheiten”. 33 (1), s. 292–310, 1900. DOI: 10.1007/BF02322136.
- Die sacrolumbale „Kleinhirnseitenstrangbahn”. Anschwellung der grauen Substanz den Lumbosacralmarks durch Anämie bei Hunde. „Neurologisches Centalblatt”. 19, s. 16–22, 66–71, 1900.
- Ueber das Monakow’sche Bündel. „Neurologisches Centralblatt”. 19, s. 44–46, 1900. Discussion 132–134
- Ueber das Monakow’sche Bündel. „Berliner klinische Wochenschrift”. 37, s. 289, 1900.
- Ueber das Lipochrom der Ganglienzellen. „Deutsche Med Wochenschrift”. 11, s. 164, 1900.
- Der Fall „Strubell”. „Deutsche Medizinische Wochenschrift”. 27, 1900. DOI: 10.1055/s-0029-1203912.
- Ueber don Stenson’schen Versuch. „Archiv für Anatomie, Physiologie und wissenschaftliche Medicin”, s. 365–369, 1900.
- Ausschaltung der grauen Substanz des Lumbosacralmarks durch Anämie beim Hunde. Neurologisches Centralblatt 19, s. 16; 66, 1900

1901
- Das Monakow’sche Bündel beim Affen. „Monatsschrift für Psychiatrie und Neurologie”. 10, s. 363–382, 1901. DOI: 10.1159/000221054.
- Das Monakow’sche Bündel beim Affen. „Neurologisches Centralblatt”. 20, s. 730–731, 1901.
- Ueber das Lipochrom der Ganglienzellen. „Deutsche medizinische Wochenschrift”. 27, s. 164, 1901.
- Die Erregbarkeit der Extremitätenregion der Hirnrinde nach Ausschaltung cerebrospinaler Bahnen. „Zeitschrift für klinische Medizin”. 44, s. 183–217, 1901.
- Über die funktionelle Bedeutung der Pyramidenbahn. „Berliner klinische Wochenschrift”, 1901.brak numeru strony

1902
- Ueber die spinalen Athmungsbahnen. „Archiv für Anatomie, Physiologie und wissenschaftliche Medicin”. 1/2, s. 11–28, 1902.
- Ueber hohe Durchschneidung des Seitenstranges und Vorderstranges beim Affen. Arch. f. Physiol Suppl.-Bd., 440-445, 1902
- Das Problem der Hemiplegie. „Berliner klinische Wochenschrift”. 39 (17, 18), s. 376; 404, 1902.
- Das Problem der Hemiplegie. „Deutsche Medizinal-Zeitung”. 23, s. 13–15, 1902.
- Ueber die functionelle Bedeutung der Pyramidenbahn. Verhandl. d. Berl. med. Gesellsch. 32, s. 124–139, 1902

1903
- Ueber das Verhalten der Arteria cerebri anterior beim Affen, Anthropoiden und Menschen. „Archiv für Psychiatrie und Nervenkrankheiten”. 38 (1), s. 278–287, 1903. DOI: 10.1007/BF02173470.
- Zur Anatomie und Physiologie des Vorderstranges. „Neurologisches Centralblatt”. 22, s. 744–746, 1903.
- Die Erregbarkeit der Extremitätenregion der Hirnrinde nach Ausschaltung zerebrospinaler Bahnen. Vorgetragen in der physiologischen Gesellschaft zu Berlin. „Archiv für Physiologie”. 1/2, s. 154–155, 1902.
- Zerstorung der Pyramidenbahnen, teils allein, teils mit den Monakow’schen Bündeln beim Affen. „Deutsche medicinische Wochenschrift”, s. 109, 1903.
- Ueber die Ergebnisse der experimentellen Ausschaltung der motorischen Function und ihre Bedeutung für die Pathologie. „Zeitschrift für klinische Medizin”. 48, s. 10–29, 1903.
- Ueber die Ergebnisse der experimentellen Ausschaltung der motorischen Function und ihre Bedeutung für die Pathologie. „Neurologisches Centralblatt”. 21, s. 977–978, 1902.
- Zwei Fälle von Hemiatrophia faciei. Discussion (J. Israel, Rothmann). „Berliner klinische Wochenschrift”. 33, s. 68–71, 1903.
- Seitenstrangserkrankung und spastische Spinalparalyse. „Deutsche medicinische Wochenschrift”. 24/25, s. 424; 448, 1903. 1 2
- Ueber die Angst vor der Syphilis und ihren Folgeerscheinungen (Syphilidophobie). „Hygienisches Volksblatt”. 4, s. 50, 1903.
- Ueber acute transitorische Aphasie. Berliner klinische Wochenschrift 40, s. 364; 394, 1903
- Contractur des Sphincter iridis lichtstarrer Pupillen bei Accommodation- und Convergenzreaction. Neurol. Centralbl. 22, s. 242–248, 1903

1904
- Ueber experimentelle Läsionen des Centralnervensystems am anthropomorphen Affen (Chimpansen). „Archiv für Psychiatrie und Nervenkrankheiten”. 38 (3), s. 1020–1069, 1904. DOI: 10.1007/BF02175483.
- Ueber die Leitungsbahnen des Berührungsreflexes unter Berücksichtigung der Hautreflexe des Menschen. „Archiv für Anatomie und Physiologie, Physiologische Abtheilung”. 3–4, s. 256–270, 1904.
- Ueber neue Theorien der hemiplegischen Bewegungsstörung. „Monatsschrift für Psychiatrie und Neurologie”. 16, s. 589–623, 1904. DOI: 10.1159/000219233.
- Doppelseitige traege Reaction lichtstarrer Pupillen bei Accomodation und Convergenz (Autoreferat). „Neurologisches Centralblatt”. 23, s. 530, 1904.
- Ueber neue Theorien der hemiplegischen Bewegungsstörung (Autoreferat). „Neurologisches Centralblatt”. 23, s. 1015–1016, 1904.
- Ueber das Verhalten der Arteria cerebri anterior beim Affen, Anthropoiden und Menschen. Arch. f. Physiol. 38, s. 278–287, 1904

1905
- Ueber die diagnostische Bedeutung einiger Hautund Sehnenreflexe. Fortschr. d. Med. 23, s. 245–251, 1905

1906
- Ueber eine tabesartige Erkrankung beim Affen. Berliner klinische Wochenschrift 43, s. 1232; 1287, 1906
- Über ein tabesartige Erkrankung beim Affen. „Monatsschrift für Psychiatrie und Neurologie”. 20 (Suppl. 1), s. 204–221, 1906. DOI: 10.1159/000219884.
- Das Krankheitsbild der Lichtheimschen motorischen Aphasie (transkortikale motorische Aphasie). „Zeitschrift für klinische Medizin”. 60 (1–2), s. 87–121, 1906.
- Ueber die Leitung der Sensibilität in Rückenmark. „Verhandlungen d Berl med Gesellschaft”. 36, s. 244; 562, 1906.
- Mosse M, Rothmann M. Ueber Pyrodinvergiftung bei Hunden. I. Ueber Rückenmarksveränderungen bei Pyrodinvergiftung. „Deutsche Medizinische Wochenschrift”. 4, 1906.brak numeru strony
- Mosse M, Rothmann M. Ueber Pyrodinvergiftung bei Hunden. II. Hämatologische Bemerkungen (Schluß aus No. 4.). „Deutsche Medizinische Wochenschrift”. 5, 1906.brak numeru strony
- Ueber die anatomische Grundlage der transcorticalen motorischen Aphasie. Verhandl. d. Kong. f. innere Med. 13, s. 374–379, 1906

1907
- Ueber die Ausfallserscheinungen nach Läsionen des Central Nerven-systems. „Neurologisches Centralblatt”. 26 (13), s. 594–608, 1907.
- Über die physiologische Wertung der corticospinalen (Pyramiden-)Bahn: Zugleich ein Beitrag zur Frage der elektrischen Reizbarkeit und Funktion der Extremitätenregion der Großhirnrinde. „Archiv für Anatomie, Physiologie und wissenschaftliche Medicin”. 3–4, s. 217–275, 1907.
- Aron H, Rothmann M. Ueber die combinirte einwirkung von Strychnin und Cocain auf das Rückenmark. „Zeitschrift für die experimentelle Pathologie”. 7 (1). s. 94–109. DOI: 10.1007/BF02659973.
- Zur Funktion der hinteren Vierhügel (79. Vers. deutsch Naturf Aerzte Dresden). „Monatsschrift für Psychiatrie und Neurologie”. 22, s. 446–447, 1907.
- Zur Funktion der hinteren Vierhügel. „Neurologisches Centralblatt”. 26, s. 922–923, 1907.
- Ueber Therapie zerebraler Lähmungen. Therap. d. Gegenw. 1, s. 217–221, 1907

1908
- Borchardt M, Rothmann M. Über Echinokokken des Wirbelkanals. „Deutsche Zeitschrift für Nervenheilkunde”. 36 (16), 1908.brak numeru strony
- Über die anatomische Grundlage der Myatonia congenita. „Deutsche Zeitschrift für Nervenheilkunde”. 36, s. 178, 1908.
- Über die Ergebnisse der Hörprüfung an dressierten Hunden. „Archiv für Anatomie, Physiologie und wissenschaftliche Medicin”. 1–2, s. 103–119, 1908.
- Über die anatomische Grundlage von Myatonia congenita. „Monatsschrift für Psychiatrie und Neurologie”. 25 (Ergänz.-Heft), s. 161–185, 1908. DOI: 10.1159/000210525.
- Über Bau und Leistung der supranuklearen Hörleitung. „Beiträge zur Anatomie, Physiologie, Pathologie und Therapie des Ohres, der Nase und des Halses”, 1908.brak numeru strony
- Über acute transitorische Aphasie. „Berliner klinische Wochenschrift”. 16, s. 68, 1908.
- Zur Funktion der hinteren Vierhügel. Verhandl. d. Gesellsch. deutsch. Naturf. u. Aerzte 1907 Band 2, 2. Hlfte., 205-207, 1907
- Demonstration zur Physiologie des Grosshirns. Berliner klinische Wochenschrift 45, s. 1623, 1908
- Ueber Bau und Leistung der supranuklearen Hörleitung. Beitr. z. Anat., Physiol., Path. u. Therap. d. Ohres 1, s. 232–254, 1908

1909
- Zur Großhirnfunktion des Hundes. „Medizinische Klinik”. 27, 1909.brak numeru strony
- Der Hund ohne Grosshirn. „Neurologisches Centralblatt”. 28, s. 1045, 1909.
- Hermann Munk zum 70 Geburtstag. „Deutsche medicinische Wochenschrift”. 35, s. 258–259, 1909. DOI: 10.1055/s-0029-1201285.
- Borchardt M, Rothmann M. Zur Kenntnis der Echinokokken der Wirbelsäule und des Rückenmarks. Arch. f. klin. Chir. 28, s. 328–378, 1909
- Die Krankheiten des Rückenmarks. W: Lehrbuch der Nervenkrankheiten. Springer Berlin, 1909, s. 166f

1910
- Der Hund ohne Großhirn. „Deutsche Zeitschrift für Nervenheilkunde”. 38, s. 267–269, 1910.
- Zur Großhirnfunktion des Hundes. „Zentralblatt für Physiologie”. 31 (16), s. 532–534, 1910.
- Zur Lokalisation in der Kleinhirnrinde. „Medizinische Klinik”. 5, 1910.brak numeru strony
- Zur Lokalisation in der Kleinhirnrinde. „Neurologisches Centralblatt”. 7, 1910.brak numeru strony
- Demonstration zur Lokalisation im Kleinhirn des Affen. Berliner Gesellschaft für Psych. und Nervenkrankheiten. Sitzung von 14. März 1910. „Neurologisches Centralblatt”. 29 (7), s. 389–390, 1910.
- Über die elektrische Erregbarkeit des Kleinhirns and ihre Leitung zum Rückenmark. „Neurologisches Centralblatt”. 29 (20), s. 1084–1100, 1910.
- Zur Funktion des Kleinhirns. „Münchner Medizinische Wochenschrift”. 57, s. 2659, 1910.
- Ueber neuere Ergebnisse der Hirnphysiologie. „Berliner klinische Wochenschrift”. 47, s. 757–760, 1910.
- Demonstration eines Hundes mit Exstirpation der linken Grosshirnhemisphäre und der linken Kleinhirnrinde. „Verhandl. d. physiol. Gesellsch. zu Berl”. 34, s. 61, 1910.
- Krankheiten des Gehirns und seiner Häute. Jahresb. ü. d. Leistung, ... d. ges. Med. 44, s. 72–90, 1910
- Zur Grosshirnfunktion des Hundes. Verhandl. d. physiol. Gesellsch. zu Berl. 34, s. 55–57, 1910
- Cucullaris-Lähmung mit Sklerodermie. Deutsche med. Wchnschr. 36, s. 337, 1910

1911
- Zur Funktion des Kleinhirns. „Deutsche Zeitschrift für Nervenheilkunde”. 41 (1–3), s. 105–108, 1911. DOI: 10.1007/BF01629460.
- Der Hund ohne Großhirn. „Deutsche Zeitschrift für Nervenheilkunde”. 41, s. 272, 1911.
- Demonstrationen in der Jahresversammlung. „Deutsche Zeitschrift für Nervenheilkunde”. 41, s. 271–272, 1911.
- Demonstration zur Physiologie des Kleinhirnwurms. Berliner Gesellschaft f. Psychiatrie und Nervenkrankheiten. 9. Jan. „Folia Neurobiologica”. 5 (7), s. 818–819, 1911.
- Demonstrationen zur Physiologie des Kleinhirnwurms. Berliner klinische Wochenschrift 48, s. 550, 1911
- Zur Funktion der Stirnlappen. „Medizinische Klinik”. 52, s. 2041–2042, 1911.
- Zur Funktion der Stirnlappen. „Zentralblatt für Physiologie”. 26 (2), 1911.brak numeru strony
- Katzenstein J, Rothmann M. Zur Localisation der Kehlkopfinnervation in der Kleinhirnrinde. „Neurologisches Centralblatt”. 19 (30), s. 380–389, 1146–1147, 1911.
- Katzenstein J, Rothmann M. Zur Lokalisation der Kehlkopfinnervation in der Kleinhirnrinde. Beitr. z. Anat., Physiol., Path. u. Therap. d. Ohres 4, s. 380–389, 1911/12
- Zur Funktion des Kleinhirns. 4. Jahresversammlang d. Gesellsch. Deutsch. Nervenärzte in Berlin vom 6.-8. Okt. 1910. „Neurologisches Centralblatt”. 29 (21), s. 1205–1206, 1911.
- Zur Lokalisation in der Kleinhirnrinde. Verhandl. d. physiol. Gesellsch. zu Berl. 35, s. 1, 1911
- Ueber die Funktion der Rinde der Kleinhirnhemisphären. Verhandl. d. physiol. Gesellsch. zu Berl. 35, s. 43–45, 1911

1912
- Über das Zustandekommen der epileptiformen Krämpfe. „Deutsche Zeitschrift für Nervenheilkunde”. 45 (4–6), s. 255–257, 1912. DOI: 10.1007/BF01629348.
- Über das Zustandekommen der epileptiformen Krämpfe. „Neurologisches Centralblatt”. 31, s. 1287–1296, 1912.
- Bemerkungen zu dem Vortrage Kalischers. „Zentralblatt für Physiologie”. 26 (2), s. 99–100, 1912.
- Zur Frage der Sensibilitätsleitung im Rückenmark. „Deutsche Zeitschrift für Nervenheilkunde”. 43 (3–6), s. 433–437, 1912. DOI: 10.1007/BF01660574.
- Demonstration des Hundes ohne Großhirn. „Bericht über den V. Kongreß für experimentelle Psychologie”. 5, s. 256–260, 1912.
- Demonstration des Sektionsbefundes des großhirnlosen Hundes. „Neurologisches Celtralblatt”, 1912.brak numeru strony
- Erkrankungen des Großhirns, Kleinhirns, der Brücke, des verlängerten Marks und der Hirnhäute. W: Handbuch der inneren Medizin. Mohr L, Staehelin R, Bach-Marburg L (red.). T. Bd. V. Berlin: Springer, 1912. Brak numerów stron w książce
- Ueber die Errichtung einer Station zur psychologischen und hirnphysiologischen Erforschung der Menschenaffen. „Berliner klinische Wochenschrift”. 42, s. 1981–1985, 1912.
- Über eine neue Methode der Ausschaltung der Kleinhirnfunktion (mit Demonstration). „Zentralblatt für Physiologie”. 26 (16), s. 714–715, 1912.
- Ueber die Beziehungen des obersten Halsmarkes zur Kehlkopfinnervation. „Neurologisches Cenralblatt”. 31, s. 274–281, 1912.
- Ueber die elektrische Erregbarkeit der Zentralwindungen. Monatschr. f. Psychiat. u. Neurol. 32, s. 489–502, 1912
- Anatomische Demonstrationen zur Kleinhirnphysiologie. Berliner klinische Wochenschrift 49, s. 369, 1912

1913
- Gegenwart und Zukunft der Rückenmarks-Chirurgie. „Berliner klinische Wochenschrift”. 5 (12–13), s. 528; 598, 1913.
- The Symptoms of Cerebellar Disease and their Significance. W: Transactions of the XVIIth International Congress of Medicine. London: 1913. Brak numerów stron w książce
- Die Funktion des Mittellappens des Kleinhirns. „Monatsschrift für Psychiatrie und Neurologie”. 34, s. 389–415, 1913. DOI: 10.1159/000203156.
- Die Funktion des Mittellappens des Kleinhirns. Berliner klinische Wochenschrift, 1913, l, 1635.
- Zur Kleinhirnlokalisation. „Berliner klinische Wochenschrift”. 50, s. 336–339, 1913.
- Les symptômes des maladies du cervelet et leur signification. „Revue neurologique”. 21, s. 322–331, 1913.
- Ueber die Errichtung einer Station zur psychologischen und hirnphysiologischen Erforschung der Menschenaffen. Verhandlungen der Gesellschaft Deutscher Naturforscher und Ärzte (Münster) 1912 84, Band 2, 2. Hlfte., s. 268–271 (1913)
- Ueber die Errichtung einer Station zur psychologischen und hirnphysiologischen Erforschung der Menschenaffen. Vrtljschr. f. gerichtl. Med., Leipz., 1913, 3. F., xlv, 1. Suppl., 323-340
- Zur Frage der kombinierten Strangerkrankungen des Rückenmarks. Neurologisches Centralblatt 32, 1363-1366, 1913

1914
- Die Restitutionsvorgänge bei den cerebralen Lähmungen in ihrer Beziehung zur Phylogenese und ihre therapeutische Beeinflussung. „Deutsche Zeitschrift für Nervenheilkunde”. 50, s. 406–455, 1914.
- Über Ausfallserscheinungen nach Affektionen des Zentralnervensystems und ihre Rückbildung. „Deutsche medizinische Wochenschrift”. 29, 1914. DOI: 10.1055/s-0029-1190572.
- Zur Symptomatologie der Stirnhirnschüsse. „Berliner klinische Wochenschrift”. 51, s. 1923, 1914.
- Demonstration zur Symptomatologie der Stirnhirnschüsse. Berl. verein, ärztl. Gesellsch. 25. XI. 1914.(Autoreferat). „Neurologisches Centralblatt”. 33, s. 1295, 1914.
- Über die Grenzen der Extremitätenregion der Großhirnrinde. „Monatsschrift für Psychiatrie und Neurologie”. 36, s. 319–341, 1914. DOI: 10.1159/000203018.
- Ueber die Grenzen der Extremitätenregion der Grosshirnrinde. Berl. klin. Wchnschr., 1914, li, 1285.
- Zur differentialdiagnostischen Bedeutung des Bárány’schen Zeigeversuchs. „Neurologisches Centralblatt”. 33, s. 3–13, 1914.
- Zur differentialdiagnostischen Bedeutung des Bárány’schen Zeigeversuchs. „Berliner klinische Wochenschrift”. 51, s. 227–229, 1914.
- Demonstration zur Ausschaltung der Rinde des Mittellappens des Kleinhirns. „Berliner klinische Wochenschrift”. 51, s. 1480, 1914.
- Demonstration zur Rindenexstirpation des Kleinhirns. „Neurologisches Centralblatt”. 33, s. 1010–1018, 1914.
- Die Symptome der Kleinhirnkrankheiten und ihre Bedeutung, „Monatsschrift für Psychiatrie und Neurologie”, 35, 1914, s. 43–70, DOI: 10.1159/000203034. + doi=10.1159/000203035
- Der Krieg und die Neurologie. Neurologisches Centralblatt 33, 1245-1247, 1914

1915
- Rothmann M, Teuber E. Aus der Anthropoidenstation auf Teneriffa. Ziele und Aufgaben der Station sowie erste Beobachtungen an den auf ihr gehaltenen Schimpansen. „Abhandlungen der Königlich Preussischen Akademie der Wissenschaften”. 2, s. 1–20, 1915.
- Die Hirnphysiologie im Dienste des Krieges. Nach einem in der Berliner physiologischen Gesellschaft am 8. Januar 1915 gehaltenen Vortrag. „Berliner klinische Wochenschrift”. 52, s. 338–341, 1915.
- Nachruf Martin Bernhardt. „Berliner klinische Wochenschrift”. 52, s. 335, 1915.
- Zum Katatonusversuch (Kohnstamm). „Neurologisches Centralblatt”. 34 (12), s. 421–425, 1915.
- Der Greifversuch und seine diagnostische Bedeutung. „Berliner klinische Wochenschrift”. 52, s. 223, 1915.
- Ludwig Edinger – zur Vollendung seines 60. Lebensjahres. „Neurologisches Centralblatt”. 34, s. 210, 1915.
- Demonstration zu den Zwangsbewegungen des Kindesaiters. „Neurologisches Centralblatt”. 34, s. 444–445, 1915.
- Nachbehandlung der Verletzungen des zentralen und peripheren Nervensystems. W: Curt Adam (Hrsg.): Die Behandlung von Kriegsverletzungen und Kriegskrankheiten in den Heimatlazaretten, Band 1. Jena: Gustav Fischer, 1915 s. 112–127
- Nachbehandlung der Verletzungen des zentralen und peripheren Nervensystems. Zeitschrift für ärztliche Fortbildung 12 (8), s. 234f, 1915
- Ueber familiäres Vorkommen von Friedreichscher Ataxie, Myxödem und Zwergwuchs. Verh. Berl. med. Ges. 45, s. 408–414, 1915
- Ueber familiäres Vorkommen von Friedreichscher Ataxie, Myxödem und Zwergwuchs. Berl. klin. Wchnschr. 52, s. 31–33, 1915
- Zweck und Ziele der Anthropoidenstation auf Teneriffa. Zeitschrift für Ethnologie 47, s. 96–98, 1915
- Ueber isolierte Thermanalgesie eines Beines, Schussverletzung des obersten Brustmarks. Neurologisches Centralblatt 34, s. 153–157, 1915
- „Normal and pathological physiology of the spinal cord” W: Text-book on nervous diseases. Philadelphia: P. Blakiston’s Son, 1915 (ss. 190-239)